# Aumento natural dos seios

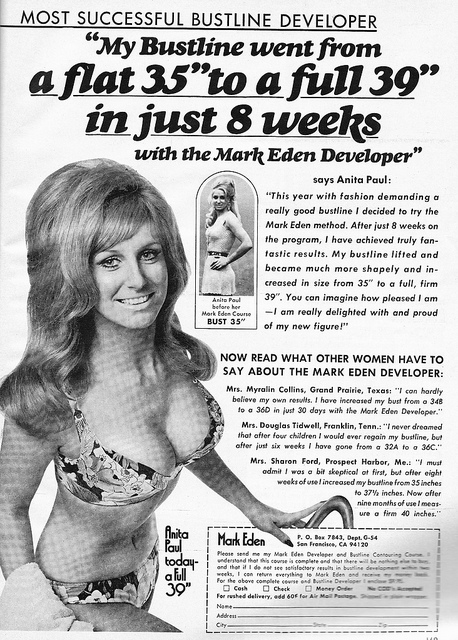

A busca pelo aumento natural dos seios fez com que toda uma sorte de produtos fosse promovidos como um modo natural de aumentar o tamanho de busto.

## Ingredientes comuns
Os produtos contêm normalmente uma variedade de ingredientes de origem vegetal ou fúngica. Os compostos alegam ser farmacologicamente ativos normalmente imitam o estrogênio, são os chamados xenoestrógenos, especificamente conhecidos como fitoestrógenos de plantas e micoestrógenos de fungos.
- Cevada
- Actaea racemosa [2] : 1330
- Angelica sinensis [2] : 1331
- Funcho
- Feno-grego contém diosgenina. [3] : 1347.
- Lúpulo contém 8-prenilnaringenina. [3] : 1346.[4]
- Kava, um hepatóxico [3] : 1347.
- Aveia
- Pueraria mirifica
- Zearalenona [1] Outros suplementos não são susceptíveis de ter sido estragado com o molde [3] : 1348.

## Efetividade e segurança
Há estudos insuficientes se os produtos baseados em ervas aumentam os seio realmente, ainda nenhum estudo randomizado, às cegas e totalmente controlado foi até hoje realizado para testar qualquer resultado de aumento de mama por suplementos.